# Estadi Anxo Carro
L'estadi Anxo Carro és un camp de futbol de la ciutat de Lugo, a Galícia, on hi disputa els seus partits com a local el Club Deportivo Lugo.

## Història
L'estadi Anxo Carro està situat a la riba del riu Miño. A més del mateix estadi, a la mateixa zona hi ha un altre camp de futbol anomenat Emilio Núñez Torrón, i el Complex Poliesportiu O Palomar, on hi ha un pavelló cobert i pistes de tennis. Als voltants també està el Palau de Fires i Congressos. L'estadi rep el seu nom d'Anxo Carro Crespo, qui va construir l'antic estadi, essent a més benefactor de l'esport a Lugo. També va ser president del Cercle de les Arts el 1934.
Va ser inaugurat durant la segona etapa del Lugo a Tercera divisió, amb capacitat per a 7.000 espectadors. La data d'inauguració de l'estadi, que substituïa a l'antic Anxo Carro (o Camp d'Os Miñóns) situat a la Plaça Viana do Castelo, va ser el 31 d'agost de 1974. Per a la seva inauguració es va disputar un torneig triangular en el qual van participar el Lugo, el Club Lemos i el Deportivo de la Corunya. El CD Lugo va guanyar a l'equip de Monforte de Lemos als penals i va perdre la final amb els corunyesos per 1-0.
L'estadi va ser remodelat i modernitzat el 2001, ja que estava en mal estat, a causa de diverses obres que s'havien realitzat sense gaire planificació. El projecte de millora va ser dissenyat pels arquitectes José Arias, Santiago Catalán e Eduardo Herráez, que van remodelar les tres graderies existents, amb cadires per a tots els espectadors, de planta baixa i creant noves façanes, entre d'altres reformes. Amb el nou aspecte l'estadi guanyava en instal·lacions, superiors a les de molts equips de la categoria en què es trobava en aquell moment, la Segona B, però perdent capacitat, baixant fins als 4.800 espectadors.
El 3 de gener de 2007 s'hi va disputar la final de la Copa Xunta de Galícia, que va enfrontar el Lugo amb el Celta de Vigo (2-3).